# Hemixantha flavicornis
Hemixantha flavicornis är en tvåvingeart som först beskrevs av Christian Rudolph Wilhelm Wiedemann 1830.  Hemixantha flavicornis ingår i släktet Hemixantha och familjen Richardiidae. Inga underarter finns listade i Catalogue of Life.